# Малама, Донашано
Донашано Малама (англ. Donashano Malama; 1 сентября 1991, Чилилабомбве, Замбия) — замбийский футболист, защитник клуба «Олимпик» (Хурибга) и сборной Замбии.

## Карьера

### Клубная карьера
Малама с 2013 года начал выступать в чемпионате Замбии за клуб «Нкана». В первом же сезоне защитник выиграл чемпионский титул и отметился 3 забитыми мячами. Донашано принимал участие во встречах Лиги чемпионов КАФ 2014, где «Нкана» дошла до второго раунда квалификации.

### Карьера в сборной
Донашано 28 апреля 2013 года дебютировал в составе сборной Замбии в товарищеском матче со сборной Зимбабве.
24 декабря 2014 года защитник был включён в предварительный состав сборной для участия в Кубке африканских наций 2015. 7 января 2015 года Малама попал в окончательную заявку на турнир. В Экваториальной Гвинее Донашано принял участие только в матче третьего тура группового этапа против сборной Кабо-Верде.

## Достижения
«Нкана»
- Чемпион Замбии (1): 2013